# Mètodes d'aprenentatge de gradient proximal
Els mètodes d'aprenentatge de gradient proximal (divisió cap endavant cap enrere) són una àrea d'investigació en l'optimització i la teoria de l'aprenentatge estadístic que estudia algorismes per a una classe general de problemes de regularització convex on la penalització de regularització pot no ser diferenciable. Un d'aquests exemples és {\displaystyle \ell _{1}} regularització (també coneguda com Lasso) de la forma
{\displaystyle \min _{w\in \mathbb {R} ^{d}}{\frac {1}{n}}\sum _{i=1}^{n}(y_{i}-\langle w,x_{i}\rangle )^{2}+\lambda \|w\|_{1},\quad {\text{ on }}x_{i}\in \mathbb {R} ^{d}{\text{ i }}y_{i}\in \mathbb {R} .}
Els mètodes de gradient proximal ofereixen un marc general per resoldre problemes de regularització a partir de la teoria de l'aprenentatge estadístic amb penalitzacions que s'adapten a una aplicació de problema específica. Aquestes penalitzacions personalitzades poden ajudar a induir una certa estructura en les solucions de problemes, com ara l'esparsa (en el cas de lazo) o l'estructura de grup (en el cas de lasso de grup).
Els mètodes de gradient proximal són aplicables en una gran varietat d'escenaris per resoldre problemes d'optimització convex de la forma
{\displaystyle \min _{x\in {\mathcal {H}}}F(x)+R(x),}
on {\displaystyle F} és convex i diferenciable amb el gradient continu de Lipschitz, {\displaystyle R} és una funció semicontinua inferior convexa que possiblement no és diferenciable, i {\displaystyle {\mathcal {H}}} és un conjunt, normalment un espai de Hilbert. El criteri habitual de {\displaystyle x} minimitza {\displaystyle F(x)+R(x)} si i només si {\displaystyle \nabla (F+R)(x)=0} a la configuració convexa, diferenciable ara es substitueix per
{\displaystyle 0\in \partial (F+R)(x),}
on {\displaystyle \partial \varphi } denota el subdiferencial d'una funció convexa de valor real {\displaystyle \varphi } .
Donada una funció convexa {\displaystyle \varphi :{\mathcal {H}}\to \mathbb {R} } un operador important a tenir en compte és el seu operador proximal {\displaystyle \operatorname {prox} _{\varphi }:{\mathcal {H}}\to {\mathcal {H}}} definit per
{\displaystyle \operatorname {prox} _{\varphi }(u)=\operatorname {arg} \min _{x\in {\mathcal {H}}}\varphi (x)+{\frac {1}{2}}\|u-x\|_{2}^{2},}
que està ben definit per l'estricta convexitat de la {\displaystyle \ell _{2}} norma. L'operador proximal es pot veure com una generalització d'una projecció. Veiem que l'operador de proximitat és important perquè {\displaystyle x^{*}} és un minimitzador del problema {\displaystyle \min _{x\in {\mathcal {H}}}F(x)+R(x)} si i només si
{\displaystyle x^{*}=\operatorname {prox} _{\gamma R}\left(x^{*}-\gamma \nabla F(x^{*})\right),} on {\displaystyle \gamma >0} és qualsevol nombre real positiu.